# Ofensiva Ucrainei din regiunea Kursk
Pe 6 august 2024, în timpul războiului ruso-ucrainean, forțele armate ucrainene au lansat o incursiune în regiunea Kursk a Rusiei și s-au ciocnit cu forțele armate ruse și cu poliția de frontieră rusă⁠(d). Potrivit Rusiei, cel puțin 1.000 de militari au trecut granița, sprijiniți de tancuri și vehicule blindate. Forțele ucrainene au preluat controlul mai multor așezări din raionul Sudja. O stare de urgență a fost declarată în regiunea Kursk, iar rezervele rusești au fost transportate de urgență în zonă. Pe 9 august, un regim de operațiuni anti-terorism a fost introdus în regiunile Belgorod, Breansk și Kursk.

## Cronologie

### 9 august
La 9 august, un convoi de trupe ruse a fost distrus complet într-o lovitură HIMARS în satul Oktiabrskoie⁠(d) în timp ce se deplasa de-a lungul rutei care leagă districtul Glușkovski⁠(d) și Kursk și trecea prin raioanele Rilski⁠(d) și Lgovski⁠(d). Imaginile au arătat 15 camioane militare KamAZ și Ural arse, cu câteva cadavre înăuntru.
Obiectivul strategic ar fi active ale Gazprom și ca Ucraina să exercite presiuni asupra Moscovei în eventualele negocieri de pace. Rusia a declarat „regim de operațiune antiterroristă” în trei regiuni de la granița cu Ucraina: Belgorod, Breansk și Kursk.

### 16 august
La 16 august, Kievul a pretins că a ocupat 1.150 de km2 și 82 de așezări, inclusiv orașul Sudja.

### 17 august
Forțele ruse ar fi aruncat în aer două poduri lângă Tiotkino și Popovo-Lejachi după ce s-au retras de pe malul drept al râului Seim din zonă.
S-a raportat la 17 august că țările OTSC nu au susținut și nici nu au condamnat incursiunea.